# My Friends
My Friends ist ein Lied der US-amerikanischen Rockband Red Hot Chili Peppers. Es erschien am 19. September 1995 als zweite Single aus dem Album One Hot Minute.

## Hintergrund
Die melodische Ballade ist das einzige Lied von One Hot Minute, das auf ihrer Greatest Hits-Compilation enthalten ist, wobei zusätzlich noch das Musikvideo zu Aeroplane auf der DVD erscheint. Die Single enthält zwei unveröffentlichte B-Seiten. Stretch (ursprünglich Stretch You Out genannt) war für das Album nach dem Fade Out von One Big Mob vorgesehen. Die beiden sollten ein Lied mit dem Titel One Big Mob/Stretch You Out sein, Stretch war jedoch letztlich nicht enthalten.

## Liveaufführungen
My Friends wurde während der One Hot Minute Tour regelmäßig aufgeführt. Seit 1996 war es jedoch nicht mehr ganz aufgeführt worden, nur noch angespielt, bis am 2. Oktober 2021 Chad Smith und Dave Navarro den Song zum ersten Mal seit 25 Jahren auf dem Ohana Festival aufführten, mit ihnen Taylor Hawkins am Gesang, Pat Smear an der Gitarre und Chris Chaney am Bass.

## Musikvideos
Das surreale Original-Musikvideo zeigt die Band in vielen Inkarnationen auf einem kleinen Boot verloren in einem Gewässer. Dieses Video wurde von Anton Corbijn gedreht. Anthony Kiedis sagte, dass er dieses Video nicht sehr gut fand, da es nicht realistisch war. Für das Lied wurde ein zweites Video unter der Regie von Gavin Bowden erstellt, in dem die Band das Lied in einem Studio aufführte. Das Video wurde Ende 1994 zu Beginn der Aufnahmesitzungen für One Hot Minute gedreht, es zeigt Flea im Video mit Bart. Es erschien auch auf ihrer Greatest-Hits-DVD.

## Chartplatzierungen
| ChartsChartplatzierungen     | Höchstplatzierung | Wochen |
| ---------------------------- | ----------------- | ------ |
| Deutschland (GfK)            | 81 (5 Wo.)        | 5      |
| Vereinigtes Königreich (OCC) | 29 (3 Wo.)        | 3      |